# Història sagrada
Història sagrada és el nom donat per la historiografia cristiana a la intervenció directa de Déu en la història, la principal font documental de la qual és la Bíblia. En altres religions, la seva història sagrada prové d'altres fonts que són considerades textos sagrats.
Des d'una perspectiva providencialista, tota la història seria una història sagrada, car no hi hauria cap esdeveniment que no fos un reflex de la intervenció providencial de Déu dirigida a la salvació de l'home. En la pràctica, la Història Sagrada es restringeix a la Història del Poble Escollit (el jueu), tal com s'esmenta en els llibres històrics de l'Antic Testament (Gènesi, Èxode, etc.). Els quatre evangelis i els Fets dels Apòstols també es consideren fonts històriques, ampliant el camp d'intervenció divina a l'evangelització dels gentils. A partir d'aquest moment (segle i), la Història Sagrada entroncaria amb la Història de l'Església, des del cristianisme primitiu i les persecucions, fins a les diverses històries nacionals. Obres historiogràfiques com Cronici Canones o Història Eclesiàstica, d'Eusebi de Cesarea (segle iv), o la España Sagrada, del pare Enrique Flórez (segle xviii), en serien bons exemples.